# Пољска на Светском првенству у атлетици у дворани 2024.
Пољска је на 19. Светском првенству у атлетици у дворани 2024. одржаном у Глазгову од 1. до 3. марта учествовала деветнаести пут, односно, учествовала је на свим првенствима до данас. Репрезентацију Пољске представљало 22 такмичар (10 мушкараца и 12 жена), који су се такмичили у 10 дисциплина (5 мушких и 5 женских).,
На овом првенству Пољска је по броју освојених медаља делила 18 место са 2 освојене медаљe (1 сребрна и 1 бронзана).
У табели успешности према броју и пласману такмичара који су учествовали у финалним такмичењима (првих 8 такмичара) Пољска је са 5 учесника у финалу делила 11. место са 23 бода.
| Плас. | Земља  | 1. место | 2. место | 3. место | 4. место | 5. место | 6. место | 7. место | 8. место | Бр. финал. | Бод. |
| ----- | ------ | -------- | -------- | -------- | -------- | -------- | -------- | -------- | -------- | ---------- | ---- |
| =11.  | Пољска | 0        | 1        | 1        | 0        | 2        | 0        | 1        | 0        | 5          | 23   |

## Учесници
| Мушкарци: - Матеуш Борковски — 800 м - Јакуб Шимањски — 60 м препоне - Кшиштоф Киљан — 60 м препоне - Максимилијан Швед — 4 х 400 м - Јан Вавжкович — 4 х 400 м - Даниел Солтисиак — 4 х 400 м - Матеуш Жезничак — 4 х 400 м - Патрик Гжегожевич — 4 х 400 м - Норберт Кобјелски — Скок увис - Пјотр Лисек — Скок мотком | Жене: - Ева Свобода — 60 м - Магдалена Стефановић — 60 м - Ана Вјелгош — 800 м - Ангелика Сарна — 800 м - Вероника Лизаковска — 1.500 м - Мартина Галант — 1.500 м - Пија Скжишовска — 60 м препоне - Вероника Нагиенћ — 60 м препоне - Марика Попович-Драпала — 4 х 400 м - Кинга Гацка — 4 х 400 м - Ана Грик — 4 х 400 м - Јустина Свјенти-Ерсетиц — 4 х 400 м |

## Освајачи медаља (2)

### Сребро (1)
- Ева Свобода — 60 м

### Бронза (1)
- Пија Скжишовска — 60 м препоне

## Резултати

### Мушкарци
| Атлетичар          | Дисциплина   | Лични рекорд | Квалификације   | Квалификације | Полуфинале           | Полуфинале           | Финале               | Финале       | Детаљи |
| Атлетичар          | Дисциплина   | Лични рекорд | Резултат        | Место         | Резултат             | Место                | Резултат             | Место        | Детаљи |
| ------------------ | ------------ | ------------ | --------------- | ------------- | -------------------- | -------------------- | -------------------- | ------------ | ------ |
| Матеуш Борковски   | 800 м        | 1:45,79      | 1:48,07         | 5. у гр. 1    | Ниje се квалификовао | Ниje се квалификовао | Ниje се квалификовао | 20 / 27      |        |
| Јакуб Шимањски     | 60 м препоне | 7,47 НР      | 7,57 КВ         | 2. у гр. 3    | 7,46 КВ, НР, ЛР      | 1. у гр. 3           | 7,53(.527)           | 5 / 40 (42)  |        |
| Кшиштоф Киљан      | 60 м препоне | 7,59         | 7,67(.661) КВ   | 3. у гр. 5    | 7,66                 | 6. у гр. 2           | Није се квалификовао | 15 / 40 (42) |        |
| Максимилијан Швед  | 4 х 400 м    | 3:01,77 НР   | 3:06,74 кв, НРС | 3. у гр. 2    |                      |                      | 3:08,00              | 5 / 7 (8)    |        |
| Јан Вавжкович      | 4 х 400 м    | 3:01,77 НР   | 3:06,74 кв, НРС | 3. у гр. 2    |                      |                      | 3:08,00              | 5 / 7 (8)    |        |
| Даниел Солтисиак   | 4 х 400 м    | 3:01,77 НР   | 3:06,74 кв, НРС | 3. у гр. 2    |                      |                      | 3:08,00              | 5 / 7 (8)    |        |
| Матеуш Жезничак    | 4 х 400 м    | 3:01,77 НР   | 3:06,74 кв, НРС | 3. у гр. 2    |                      |                      | 3:08,00              | 5 / 7 (8)    |        |
| Патрик Гжегожевич* | 4 х 400 м    | 3:01,77 НР   | 3:06,74 кв, НРС | 3. у гр. 2    |                      |                      | 3:08,00              | 5 / 7 (8)    |        |
| Норберт Кобјелски  | Скок увис    | 2,33         |                 |               |                      |                      | 2,24                 | 7 / 12       |        |
| Пјотр Лисек        | Скок мотком  | 6,02 НР      | Без пласмана    | Без пласмана  |                      |                      |                      |              |        |

- Такмичар у штафети који је обележен звездицом трчао је у квалификацијама.

### Жене
| Атлетичарка             | Дисциплина   | Лични рекорд | Квалификације  | Квалификације | Полуфинале            | Полуфинале            | Финале                | Финале       | Детаљи |
| Атлетичарка             | Дисциплина   | Лични рекорд | Резултат       | Место         | Резултат              | Место                 | Резултат              | Место        | Детаљи |
| ----------------------- | ------------ | ------------ | -------------- | ------------- | --------------------- | --------------------- | --------------------- | ------------ | ------ |
| Ева Свобода             | 60 м         | 6,99 НР      | 7,02 (.020) КВ | 1. у гр. 2    | 6,98 КВ, СРС, НР      | 1. у гр. 1            | 7,00                  |              |        |
| Магдалена Стефановић    | 60 м         | 7,19         | 7,26(.258) КВ  | 3. у гр. 5    | 7,03(.024) КВ         | 1. у гр. 1            | Није се квалификовала | 4 / 46 (47)  |        |
| Ана Вјелгош             | 800 м        | 2:01,89      | 2:01,58 ЛР     | 3. у гр. 4    | Нису се квалификовале | Нису се квалификовале | Нису се квалификовале | 9 / 26       |        |
| Ангелика Сарна          | 800 м        | 2:02,46      | 2:03,36        | 4. у гр. 1    | Нису се квалификовале | Нису се квалификовале | Нису се квалификовале | 20 / 26      |        |
| Вероника Лизаковска     | 1.500 м      | 4:05,16      | 4:10,50        | 6. у гр. 2    |                       |                       | Нису се квалификовале | 9 / 27 (28)  |        |
| Мартина Галант          | 1.500 м      | 4:05,67      | 4:15,57        | 4. у гр. 4    | 20 / 27 (28)          |                       | Нису се квалификовале |              |        |
| Пија Скжишовска         | 60 м препоне | 7,78         | 7,80 КВ, ЛРС   | 1. у гр. 2    | 7,78 КВ, =ЛР          | 2. у гр. 1            | 7,79                  |              |        |
| Вероника Нагиенћ        | 60 м препоне | 8,02         | 8,17           | 6. у гр. 1    | Није се квалификовала | Није се квалификовала | Није се квалификовала | 29 / 38 (41) |        |
| Марика Попович-Драпала  | 4 х 400 м    | 3:26,09 НР   | 3:28,80 НРС    | 4. у гр. 2    |                       |                       | Нису се квалификовале | 8 / 9        |        |
| Кинга Гацка             | 4 х 400 м    | 3:26,09 НР   | 3:28,80 НРС    | 4. у гр. 2    |                       |                       | Нису се квалификовале | 8 / 9        |        |
| Ана Грик                | 4 х 400 м    | 3:26,09 НР   | 3:28,80 НРС    | 4. у гр. 2    |                       |                       | Нису се квалификовале | 8 / 9        |        |
| Јустина Свјенти-Ерсетиц | 4 х 400 м    | 3:26,09 НР   | 3:28,80 НРС    | 4. у гр. 2    |                       |                       | Нису се квалификовале | 8 / 9        |        |